# Parafilijski infantilizam
Parafilijski ili seksualni infantilizam je parafilija koju karakterizira želja odrasle osobe da mu se oblače pelene ili da se na neki drugi način tretira kao malo dijete.